# 孟卡拉金字塔
孟卡拉金字塔（英語：Pyramid of Menkaure），又譯門卡拉金字塔，是一座埃及金字塔，位於開羅附近，與胡夫金字塔、卡夫拉金字塔並稱為吉薩三大金字塔。孟卡拉金字塔是埃及第四王朝的法老孟卡拉的陵墓。

## 建築

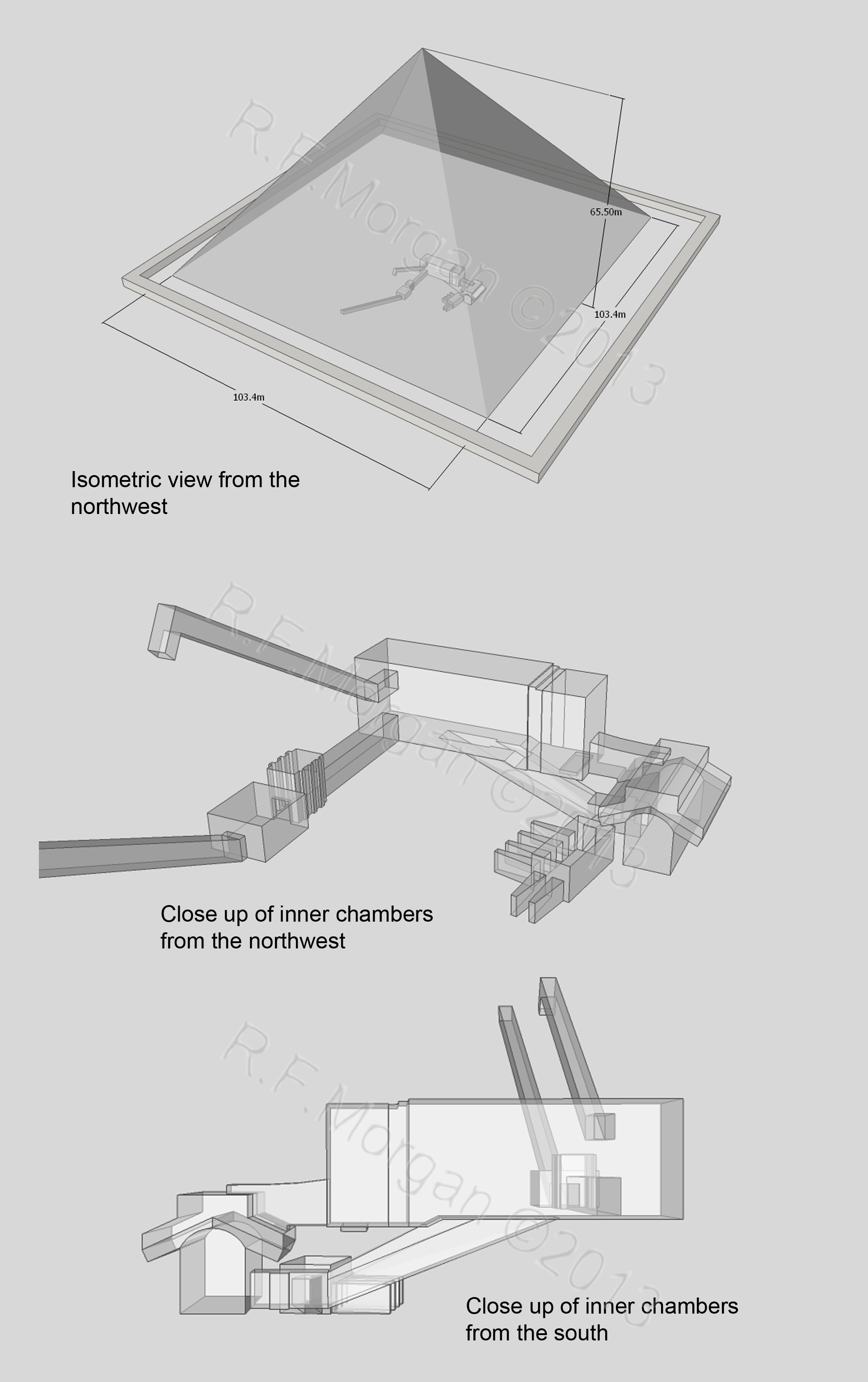
孟卡拉金字塔結構

孟卡拉金字塔原來的高度為65.5公尺（215英尺），是吉薩金字塔當中最小的一個金字塔。孟卡拉金字塔現在的高度為61公尺（204英尺），四邊長108.5公尺。它的傾斜角度約51°20'25″。孟卡拉金字塔由石灰石和花崗岩所構成。孟卡拉金字塔南方有3個衛星金字塔，但是都是未完成的狀態。最大的衛星金字塔部分由花崗岩構成，類似孟卡拉金字塔。其他2個衛星金字塔建設進度都僅限於內部核心。
孟卡拉金字塔與外部包覆石灰石的胡夫金字塔相異，孟卡拉金字塔底部由花崗岩構成。孟卡拉金字塔內部的墓室同樣也使用了花崗岩，開採難度要比石灰石高出許多。孟卡拉在金字塔建造途中驟逝，孟卡拉金字塔可能是繼任者使用磚塊來完成剩餘的建造工作。

## 神廟
神廟的底部和核心部分是由石灰石構成，地板則開始使用花崗岩結構，牆壁則有花崗岩裝飾。神廟的地基是石頭組成的，不過外側部分由粗糙的磚塊來裝飾。考古學家賴斯納估計一些牆壁石塊的重量為220公噸，而最重的花崗岩（從阿斯旺運送至當地）則重達30餘公噸。神廟在孟卡拉去世後才完成，這並非相當不尋常的現象。完成神廟的人可能是繼位的谢普塞斯卡弗法老。根據神廟的題詞記載，說他「完成神廟，來紀念他的父親：統治上埃及和下埃及的國王。」賴斯納在發掘神廟期間發現了許多的孟卡拉雕像，並顯露出古王朝的自然主義風格。

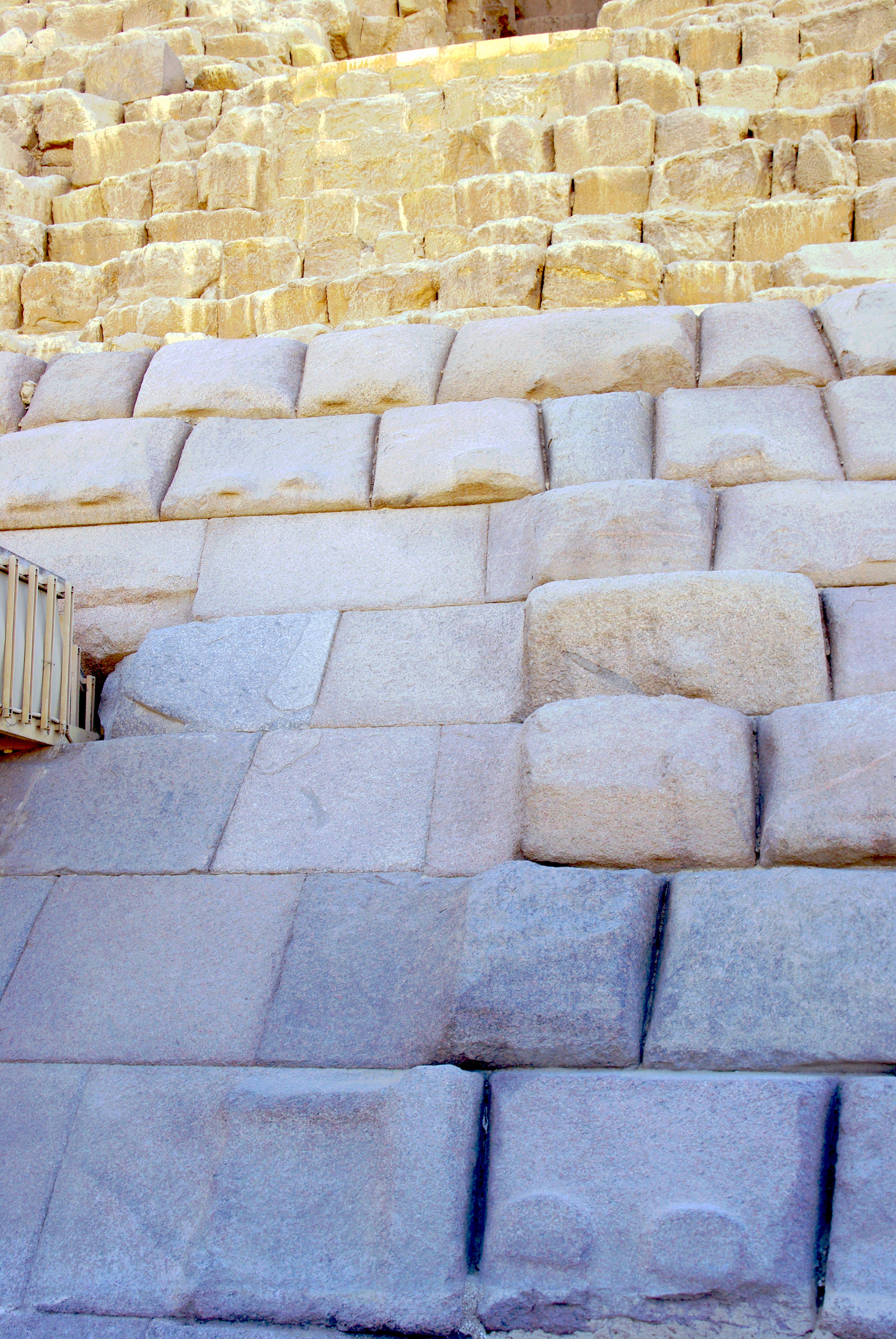
孟卡拉金字塔的入口附近。底部的花崗岩結構明顯的尚未完成，可能因為孟卡拉去世而在工程進行中停止。

## 年代
孟卡拉金字塔的建造日期是仍未知，因為孟卡拉的統治時間還沒有準確的定義，但是孟卡拉金字塔可能是在公元前26世紀左右完成的。孟卡拉金字塔位於卡夫拉金字塔與胡夫金字塔西南方幾百公尺的地區。

## 石棺
英國人類學家李察·威廉·哈沃德·威瑟在1835年第一次造訪埃及時，在前廳發現一個木製，類似人類的棺材，上面刻有孟卡拉的名稱，內部含有人體骨骼。考古學家目前認為這個棺材只是一個替代品，來自塞易斯王朝。考古學家使用骨頭來進行放射性碳14測年法後，得知他們的年代不到2,000年，這種現象顯示它是後來從另一個地區搬遷至此，也許是在羅馬時代。李察·威廉·哈沃德·威瑟深入金字塔後，發現一個美麗的玄武岩石棺，雕刻相當精美。不幸的，這個石棺現在沉沒於地中海海底。1838年10月13日，阿特麗斯號運送石棺時沉沒，當時它正往返卡塔赫納和馬耳他之間，之後考古學家準備將石棺送至大不列顛島。不過木製使用另一艘船隻運送而逃過遭難，目前收藏在大英博物館。

## 破壞嘗試
12世紀末，阿尤布王朝蘇丹阿齐兹·奥斯曼（薩拉丁的兒子）試圖拆除金字塔群，孟卡拉金字塔成為首要目標。拆除金字塔的工人發現摧毀金字塔的成本與建造成本不相上下。工人的工作時間為期8個月之久，他們每天只能拆除一個或兩個石頭。一些工人使用楔子和槓桿來移動石頭，而其他人則用繩子把它們拉下來。拆除金字塔的工程最終沒有完成，只有在金字塔北面留下了大量的垂直裂縫。

## 相關文獻
- Miroslav Verner, The Pyramids – Their Archaeology and History, Atlantic Books, 2001, ISBN 1-84354-171-8
- Jean Capart, Marcelle Merbrouck, Memphis, à l'ombre des pyramides, Vromant & C°, éditeurs, 1930 ;
- Alexandre Badawy, A history of egyptian architecture - Volume I - From the earliest times to the end of Old Kingdom, Le Caire, édité par l'auteur, 1954 ;
- Mark Lehner, The Complete Pyramids - Solving the Ancient Mysteries, Londres, Thames & Hudson, 1997 ;
- Jean-Pierre Adam & Christiane Ziegler, Les pyramides d'Égypte, Paris, 1999 ;
- Jean-Jacques Fiechter, Mykérinos le dieu englouti, Paris, Maisonneuve & Larose, 2001.

## 外部連結
- http://www.pbs.org/wgbh/nova/pyramid/explore/menkaurestory.html（页面存档备份，存于）